# دانيا نور
دانيا ديفد بشاره نور (وُلدت في 2 نوفمبر 2003 في بيت لحم) سباحة فلسطينية.

## المنافسات
في عام 2018، مثلت فلسطين في دورة الألعاب الآسيوية 2018 التي أقيمت في جاكرتا، بإندونيسيا، حيث نافست في سباقات 50 متر حرة للسيدات و100 متر حرة للسيدات و 50 متر فراشة للسيدات.
في عام 2019، مثلت فلسطين في بطولة العالم للألعاب المائية 2019 التي أقيمت في غوانغجو، بكوريا الجنوبية. شاركت في سباقي 50 متر حرة للسيدات و 50 متر فراشة للسيدات.
تأهلت لتمثيل فلسطين في الألعاب الأولمبية الصيفية 2020 التي أقيمت في طوكيو صيف 2021.